# Joey Didulica
Joseph "Joey" Anthony Didulica é um jogador de futebol croata-australiano que atua na posição de goleiro.

## Carreira
Entre a terra das origens (Croácia) e a de nascimento (Austrália), optou por defender a seleção da primeira, indo à Copa do Mundo de 2006 como terceiro goleiro da Seleção Croata e um dos três australianos levados por ela, ao lados dos defensores Josip Šimunić e Anthony Šerić. Chegou a defender a Seleção Australiana sub-23.
Ele integrou a Seleção Croata de Futebol na Eurocopa de 2004.